# Sertã
Sertã (portugisiskt uttal: [sɨɾˈtɐ̃]
 ( lyssna)) är en ort och kommun i distriktet Castelo Branco i centrala Portugal. Kommunen hade 14 769 invånare vid folkräkningen år 2021, på en yta av 446,73 km².

## Demografi
| Folkmängden i Sertã (1801–2021) | Folkmängden i Sertã (1801–2021) | Folkmängden i Sertã (1801–2021) | Folkmängden i Sertã (1801–2021) | Folkmängden i Sertã (1801–2021) | Folkmängden i Sertã (1801–2021) | Folkmängden i Sertã (1801–2021) | Folkmängden i Sertã (1801–2021) | Folkmängden i Sertã (1801–2021) | Folkmängden i Sertã (1801–2021) |
| ------------------------------- | ------------------------------- | ------------------------------- | ------------------------------- | ------------------------------- | ------------------------------- | ------------------------------- | ------------------------------- | ------------------------------- | ------------------------------- |
| 1801                            | 1849                            | 1900                            | 1930                            | 1960                            | 1981                            | 1991                            | 2001                            | 2011                            | 2021                            |
| 10 235                          | 13 456                          | 20 380                          | 24 057                          | 27 997                          | 21 503                          | 18 199                          | 16 720                          | 15 880                          | 14 769                          |